# Azar Andami
Azar Andami   (Raixt, 8 de desembre de 1926 - Teheran, 19 d'agost de 1984) va ser una metgessa i bacteriòlegaa iraniana. Va començar la seva carrera com a professora del Ministeri de Cultura, però va assistir a la universitat de Teheran i es va graduar com a doctora de medicina l'any 1959. Al principi es va especialitzar en ginecologia. Es va traslladar a l'Institut Pasteur a Teheran i després a París per estudiar bacteriologia. Va publicar diversos articles acadèmics i va inventar una vacuna contra el còlera.
Va morir el 28 d'agost de 1984 a causa d'una embòlia pulmonar.
El 1991, la UAI va anomenar el cràter de Venus Andami en honor seu.